# Hovala
Hovala is een geslacht van vlinders van de familie dikkopjes (Hesperiidae), uit de onderfamilie Heteropterinae.

## Soorten
- H. amena (Grose-Smith, 1891)
- H. arota Evans, 1937
- H. dispar (Mabille, 1877)
- H. pardalina (Butler, 1879)
- H. saclavus (Mabille, 1891)